# Omsuktjan
Omsuktjan (ryska: Омсукчан) är en ort i Magadan oblast i Ryssland. Orten ligger drygt 580 kilometer norr om Magadan. Folkmängden uppgår till cirka 4 000 invånare. 

## Etymologi
Namnet kommer från Omchikan som betyder "lilla träsket" på det tungusiska språket evenkiska.

## Historia
Omsuktjan grundades på 1930-talet efter fyndigheter av metaller och brunkol i området.